# Bizaʿa
Bizaʿa ist eine Ortschaft in  Syrien, 3 Kilometer östlich von Al-Bab. Sie gehört zum Gouvernement Aleppo. 2004 zählte sie 12.718 Einwohner.
Im Rahmen des Bürgerkriegs in Syrien wurde die Stadt vom sogenannten „Islamischen Staat“ besetzt. Am 4. Februar 2017 wurde die Stadt von Truppen der Freien Syrischen Armee und türkischen Streitkräften während der Operation Schutzschild Euphrat befreit. 